# Паскаль Рамбо
Паскаль Рамбо (фр. Pascal Rambeau, 14 квітня 1972) — французький яхтсмен.
Бронзовий призер Олімпійських Ігор 2004 року в класі Зоряний, учасник 2000 року.